# Gail Berman
Gail Berman (* 17. August 1956) ist eine US-amerikanische Fernsehproduzentin und ehemalige Präsidentin der Entertainmentsparte der Fox Broadcasting Company sowie die ehemalige Präsidentin der Paramount Pictures.

## Leben
Berman graduierte 1978 an der University of Maryland. Mit einer College-Freundin, Susan Rose, übernahm sie 1982 die Co-Produktion des Broadway-Stückes Joseph and the Amazing Technicolor Dreamcoat. Im gleichen Jahr folgte die Co-Produktion von Almost an Eagle, 1984 das Drama Hurlyburly, 1985 Blood Knot und 1987 The Nerd.
Berman wandte sich später der Fernsehproduktion zu und wurde Executive Producer bei einigen Serien des Networks FOX wie Malcolm mittendrin, Buffy – Im Bann der Dämonen sowie Angel – Jäger der Finsternis. 2001 wurde sie zur Präsidentin der Fox Broadcasting Company ernannt. In dieser Position brachte sie erfolgreiche Serien wie 24 und American Idol ins Fernsehprogramm. Allerdings musste Berman auch einige Flops verantworten, wie Keen Eddie oder Firefly – Der Aufbruch der Serenity, die bereits nach wenigen Folgen wieder abgesetzt wurden. Berman blieb bis Mai 2005 bei FOX, dann wechselte sie zu Paramount Pictures, wo sie die Stelle der Präsidentin innehatte.
Im Januar 2007 verließ Berman Paramount Pictures und gründete mit Lloyd Braun ihre eigene Produktionsgesellschaft BermanBraun. Im März 2007 unterzeichnete Berman mit der NBC Universal Television einen First-Look-Deal über die Entwicklung neuer TV-Formate.
Gemeinsam mit dem übrigen Produktionsteam wurde Berman für Elvis (2022) für den Oscar in der Kategorie Bester Film nominiert.
Berman ist mit dem Drehbuchautor Bill Masters verheiratet und hat zwei Kinder.